# Музей погонщиков животных
Музей погонщиков животных — Коллекция Антони Рос (кат. Museu del Traginer - Col·lecció Antoni Ros; исп. Museo del Arriero. Colección Antoni Ros) — музей в Игуалада (Каталония). Цель экспозиции, показать ремесло погонщика животных, развитие гужевого транспорта и близких к нему профессий, таких как седельщик, бондарь и извозчик. В музее находятся 2 175 экспонатов, в том числе 39 телег и повозок. В основном, они происходят из коллекции, созданной Антони Рос и Виларубиасом (Antoni Ros i Vilarrubias, 1942—1994). Музей расположен в здании XVIII века, которое с 1970-х годов является собственностью семьи Рос, а раньше было тесно связано со Старой гильдией погонщиков города Игуалада. 

## История
До создания музея существовал Фонд Погонщиков Игуалады, основанный в 1994 году с целью подготовки экспонатов к музеефикации. Семья Рос, как собственница коллекции, начало которой положил Антонио Рос, и ответственное лицо Фонда Погонщиков, связалось с группой профессионалов, которые и подготовила музейный проект. Музей открыл двери 24 сентября 2005 года, и присоединился к Сети Местных Музеев Совета депутатов Барселоны.

## Коллекция

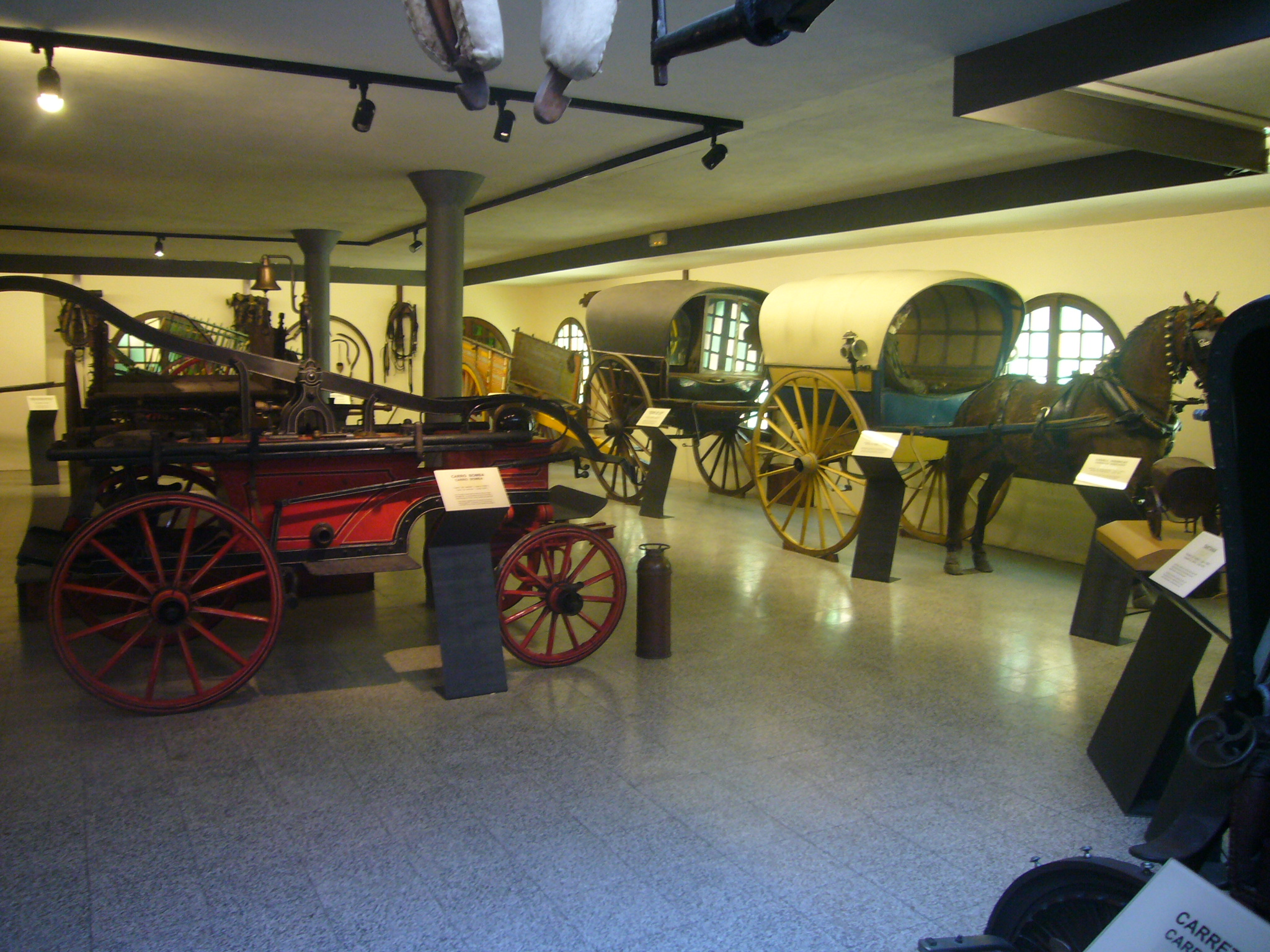
Коляски на третьем этаже музея.

Музей располагает около 1000 м² экспозиции, размещённых на трех этажах:
- На первом этаже находятся зал истории профессии погонщика и зал ремёсел, где представлены различные профессии: извозчики, седельщики, кожевники, кузнецы, ветеринары, плетельщики, конюхи и дровосеки.
- На втором этаже находятся зал упряжи, зал фиесты los Tres Tombs и зал служебных повозок и крестьянских.
- На третьем этаже находятся зал для экипажей буржуазии и зал, посвящённый основателю Музея, Антонио Росу, где выставлена его скульптура.

Среди экспонатов выделяется карета эпохи сицилийского барокко, которая имеет большое историческое значение. Музей предлагает экскурсии по предварительному заказу со вторника по воскресенье.